# Gauricus (cráter)
Gauricus es un cráter de impacto que se encuentra en la accidentada parte sur de la cara visible de la Luna. Casi unida al borde occidental del cráter aparece Wurzelbauer (muy erosionado), y al norte-noroeste se halla Pitatus.
|  |

El borde de este cráter se ha desgastado y erosionado por impactos posteriores, lo que resulta en una pared exterior rebajada profusamente marcada por una serie de cráteres menores. Los más notables de estos cráteres son Gauricus B y Gauricus D situados en el borde sur; y Gauricus G, que invade el lado oriental del brocal. El cráter satélite desgastado Gauricus A está unido al borde exterior en el sursudoeste.
En contraste, el piso interior aparece relativamente a nivel y sin rasgos distintivos. Sólo la formación de cráteres fusionados Gauricus M, situada en el lado norte, marca el la plataforma interior. La parte inferior está cubierta por las marcas filiformes del sistema de marcas radiales del cráter Tycho, situado al sur.

## Cráteres satélite
Por convención estos elementos son identificados en los mapas lunares poniendo la letra en el lado del punto medio del cráter que está más cerca de Gauricus.
|          | \| Gauricus \| Coordenadas \| Diámetro \| \| -------- \| ------------------------------ \| -------- \| \| A \| 35°36′S 13°24′O / -35.6, -13.4 \| 38 km \| \| B \| 35°18′S 12°12′O / -35.3, -12.2 \| 23 km \| \| C \| 35°12′S 10°42′O / -35.2, -10.7 \| 11 km \| \| D \| 35°06′S 11°24′O / -35.1, -11.4 \| 13 km \| \| E \| 32°30′S 11°48′O / -32.5, -11.8 \| 7 km \| \| F \| 33°00′S 12°36′O / -33.0, -12.6 \| 12 km \| \| G \| 33°54′S 11°00′O / -33.9, -11.0 \| 18 km \| \| H \| 38°06′S 13°18′O / -38.1, -13.3 \| 8 km \| \| J \| 32°18′S 11°54′O / -32.3, -11.9 \| 10 km \| \| K \| 33°18′S 13°54′O / -33.3, -13.9 \| 5 km \| \| L \| 34°00′S 13°48′O / -34.0, -13.8 \| 4 km \| \| M \| 34°24′S 13°36′O / -34.4, -13.6 \| 6 km \| \| N \| 32°24′S 12°42′O / -32.4, -12.7 \| 7 km \| \| P \| 35°06′S 12°24′O / -35.1, -12.4 \| 6 km \| \| R \| 34°48′S 13°18′O / -34.8, -13.3 \| 6 km \| \| S \| 33°54′S 10°06′O / -33.9, -10.1 \| 15 km \| |          |
| Gauricus | Coordenadas | Diámetro |
| A        | 35°36′S 13°24′O / -35.6, -13.4 | 38 km    |
| B        | 35°18′S 12°12′O / -35.3, -12.2 | 23 km    |
| C        | 35°12′S 10°42′O / -35.2, -10.7 | 11 km    |
| D        | 35°06′S 11°24′O / -35.1, -11.4 | 13 km    |
| E        | 32°30′S 11°48′O / -32.5, -11.8 | 7 km     |
| F        | 33°00′S 12°36′O / -33.0, -12.6 | 12 km    |
| G        | 33°54′S 11°00′O / -33.9, -11.0 | 18 km    |
| H        | 38°06′S 13°18′O / -38.1, -13.3 | 8 km     |
| J        | 32°18′S 11°54′O / -32.3, -11.9 | 10 km    |
| K        | 33°18′S 13°54′O / -33.3, -13.9 | 5 km     |
| L        | 34°00′S 13°48′O / -34.0, -13.8 | 4 km     |
| M        | 34°24′S 13°36′O / -34.4, -13.6 | 6 km     |
| N        | 32°24′S 12°42′O / -32.4, -12.7 | 7 km     |
| P        | 35°06′S 12°24′O / -35.1, -12.4 | 6 km     |
| R        | 34°48′S 13°18′O / -34.8, -13.3 | 6 km     |
| S        | 33°54′S 10°06′O / -33.9, -10.1 | 15 km    |